# Bahnhof Orange

Der Bahnhof Orange ist ein Bahnhof in der französischen Stadt Orange. Er befindet sich an der Bahnstrecke Paris–Marseille (Kilometer 713,253).

## Geschichte
Der Bahnhof Orange wurde 1853 an der Bahnstrecke Paris-Marseille beim Bau des Abschnitts Lyon-Avignon errichtet. Die offizielle Eröffnung war schließlich am 29. Juni 1854. 1857 wurde schließlich die Betreibergesellschaft Compagnie des chemins de fer de Paris à Lyon et à la Méditerranée (PLM) gegründet, welche fortan die Züge auf der Strecke betrieb. 1911 gab es durchgehende Zugverbindungen im Regional- und Fernverkehr nach Marseille, L’Isle-sur-la-Sorgue und Lyon-Part-Dieu.
Ab 1907 begann auf dem Bahnhofsgelände auch die Schmalspurbahn nach Buis-les-Baronnies, welche die Alpendörfer im Osten der Stadt mit dem Bahnhof verband. Die Strecke wurde 1952 stillgelegt.
Heute wird der Bahnhof in Tagesrandlage auch vom TGV angefahren, der jedoch häufig auch eine Umfahrung ohne Halt benutzt. Es bestehen Regionalverbindungen nach Lyon und Marseille.

## Bahnanlagen und Bahnhofsumfeld
Der Bahnhof befindet sich am Rande der Innenstadt von Orange. Er verfügt über zwei Wartebereiche, einen Fahrkartenschalter, Toiletten sowie einen Kiosk.
Das heutige Gebäude ist ein Neubau von 1960, der das ehemalige Stationsgebäude von 1854 ersetzte.
Bis auf die Zeit zwischen 1907 und 1952, in der die Schmalspurbahn nach Buis-les-Baronnies fuhr, war der Bahnhof (fast) durchgängig Durchgangsbahnhof.